# Goniaeola foveolata
Goniaeola foveolata är en tvåvingeart som först beskrevs av Friedrich Georg Hendel 1909.  Goniaeola foveolata ingår i släktet Goniaeola och familjen fläckflugor.
Artens utbredningsområde är Bolivia. Inga underarter finns listade i Catalogue of Life.